# Тиритака
Тиритака (Тиристака, Дия; др.-греч. Τυριτάκη) — античное городище на Керченском полуострове в пределах городской черты современной Керчи. 
Основано ионийскими греками около VI века до н. э. Входило в состав Боспорского царства. Располагается в 11 км к югу от Пантикапея. Городище расположено на высоком плато и имеет форму неправильного четырехугольника, обращенного острым углом к югу.
В Российской Федерации, контролирующей спорную территорию Крыма, является  объектом культурного наследия федерального значения; на Украине, в пределах признанных большинством государств — членов ООН
 границ которой находится спорная территория, — памятником культурного наследия национального значения

## Античный период
Первые поселения на этом месте появились во второй четверти VI в. до н. э. и представляли собой заглубленные в землю землянки. Вскоре начали появляться первые дома и улицы.
В первые века н. э. Тиритака была заново перестроена с хозяйственно-промысловым уклоном. Именно в это время были построены десятки рыбозасолочных ванн.
За годы раскопок на Тиритаке открыто около 30 рыбозасолочных ванн. Одновременно в них можно было засаливать до 1600 ц. рыбы. Также существенную роль в хозяйственной жизни города играло виноделие.
Во II веке Тиритака подверглась частичному разрушению (возможно из-за землетрясения).
В III веке н. э. город был обнесен мощными оборонительными стенами шириной 1,80, а в некоторых местах до 2,5 м. По углам плато располагались башни. Часть оборонительных стен сохранились до настоящего времени.
В VI веке, при Юстиниане I в приморской части города была построена христианская базилика.
В этот период город водвергался гуннскому нашествию и понёс значительные разрушения.
Тиритака прекратила своё существование к VII—VIII векам во время набега тюркотов.

## Современное состояние и археологические раскопки
Первые раскопки на Тиритаке были проведены в 1859 году под руководством А. Е. Люценко. Регулярные раскопки велись с 1932 года.
Раскопки на городище Тиритака проводились учёными Крыма и Польши.
С октября 2015 года Археологический комплекс «Древний город Тиритака» объявлен российскими властями объектом культурного наследия федерального значения.

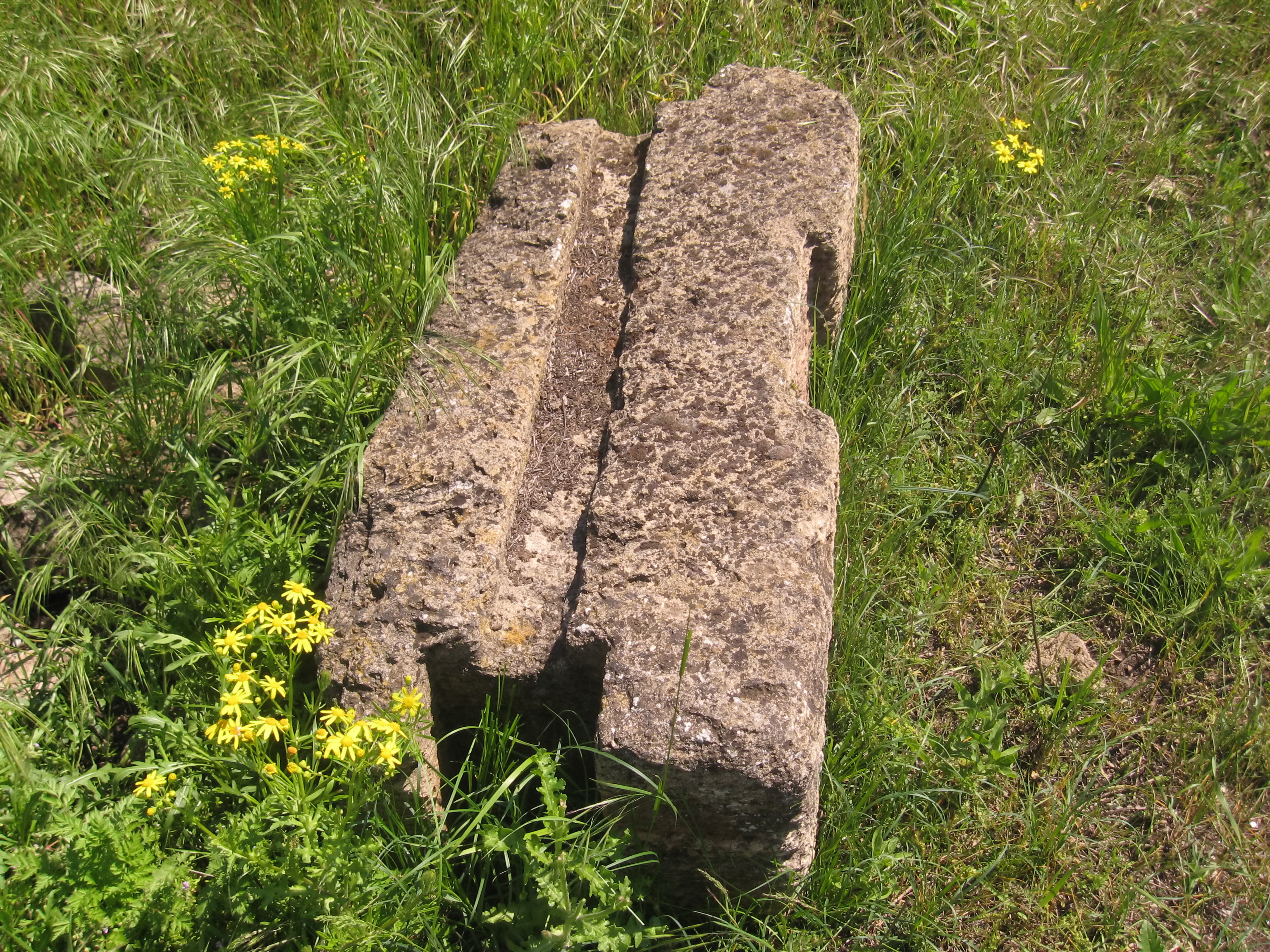
.